# You Will Regret
You Will Regret (zapis stylizowany: YouWillRegret) – drugi mixtape amerykańskiego rapera Ski Mask the Slump God. Został wydany 30 czerwca 2017 roku przez Victor Victor Worldwide i Republic Records. Mixtape został ponownie wydany oraz zatytułowany You Will Regret (Reloaded) 2 lutego 2018 roku, z trzema dodatkowymi utworami, wszystkie wcześniej wydane jako single. Projekt zawiera gościnne udziały XXXTentacion, MadeinTYO i DirtyFaceSmook. Mixtape zadebiutował pod numerem 195 na liście Billboard 200. Wspomagały go trzy single: „BabyWipe”, „Take a Step Back” i „Catch Me Outside”, wszystkie uzyskały certyfikat platyny od Recording Industry Association of America. (RIAA).

## Lista utworów
| Nr  | Tytuł                                        | Twórcy                                                          | Muzyka                     | Czas  |
| --- | -------------------------------------------- | --------------------------------------------------------------- | -------------------------- | ----- |
| 1.  | „Rambo"                                      | Ski Mask the Slump God, Eli Evnen. Christian Martin             | Kashaka, Phosphate         | 1:49  |
| 2.  | „JustLikeMyPiss” (gościnnie. MadeinTYO)      | Ski Mask the Slump God, Malcolm Davis, Alex Petit, Corey Nutile | CashMoneyAP, Nutile        | 3:12  |
| 3.  | „Bird is the Word”                           | Ski Mask the Slump God, Evnen                                   | Kashaka                    | 3:58  |
| 4.  | „BabyWipe”                                   | Ski Mask the Slump God, Petit, Sohang Guzman                    | CashMoneyAP, DeCicco Beats | 2:48  |
| 5.  | „Gone (Interlude)”                           | Ski Mask the Slump God, Sydney Nyamurera                        | BeatsCraze, Wilgun         | 1:42  |
| 6.  | „Adventure Time” (gościnnie. DirtyFaceSmook) | Ski Mask the Slump God, Horace Skinner Jr., Cameron Ailiff III  | Good Intent                | 2:37  |
| 7.  | „EverTookATab?”                              | Ski Mask the Slump God, Darius Love                             | Stain, Wilgun              | 1:36  |
| 8.  | „Winnie”                                     | Ski Mask the Slump God, Patrick Ivankovich                      | DJ Patt, Wilgun            | 1:47  |
| 9.  | „Energy”                                     | Ski Mask the Slump God, James Duval, Christopher Trujillo       | Jimmy Duval, Wilgun        | 3:44  |
| 10. | „H2O” (gościnnie. XXXTentacion)              | Ski Mask the Slump God, Jahseh Onfroy, Khaed Moulton            | Khaed                      | 2:19  |
| 11  | „Catch Me Outside”                           | Ski Mask the Slump God, Melissa Elliot, Timothy Mosley          | Timbaland                  | 2:25  |
| 12  | „Take a Step Back” (gościnnie. XXXTentacion) | Ski Mask the Slump God, Jahseh Onfroy, Ronald Spence Jr.        | Ronny J                    | 3:30  |
| 13  | „"WTF!?”                                     | Ski Mask the Slump God, Antonio Hernández. Justin Flammia       | Tony Seltzer, Ooweebaby    | 2:23  |
|     |                                              |                                                                 | Całkowita Długość:         | 34:05 |

## Notowania

### Tygodniowe
| Terytorium        | Notowanie     | Pozycja | Źr.   |
| ----------------- | ------------- | ------- | ----- |
| Stany Zjednoczone | Billboard 200 | 195     | [ 5 ] |

## Certyfikaty
RIAA – Złoto